# Obiora Charles Ikelie Ofoedu
Obiora Charles Ikelie Ofoedu (Obiora C-Ik Ofoedu; * 28. Februar 1960 in Port Harcourt) ist ein nigerianischer Schriftsteller.
Ofoedu, dessen Muttersprache das in Nigeria nicht als Amtssprache anerkannte Igbo ist, verfasste ab 1976 seine Texte auf Englisch. Er besuchte die Aboot Boys’ High School in Ihiala. Er studierte Publizistik und Kommunikationswissenschaft am Institute of Management and Technology in Enugu und arbeitete danach als Lehrer, Herausgeber und Regierungsbeauftragter auf dem Gebiet der Public Relation. 1991 kam er nach Wien, wo er Publizistik, Anglistik und Politologie studierte, literarische und journalistische Arbeiten veröffentlichte und eine Theatergruppe gründete.
Nachdem Ofoedu öffentlich gegen die Umstände des Todes von Marcus Omofuma protestiert hatte, eines nigerianischen Asylbewerbers, der während einer Flugzeug-Abschiebung aus Österreich von drei Polizisten fahrlässig getötet worden war, wurde er im Rahmen einer Polizeiaktion neben etwa einhundert weiteren Personen überwiegend ebenfalls nigerianischer Herkunft verhaftet unter der falschen Anschuldigung, in organisierten Drogenhandel verwickelt zu sein. Erst nach drei Monaten wurde er aus der Haft entlassen. Seine Erfahrungen hiermit verarbeitete er in dem Roman Morgengrauen. Ein literarischer Bericht (2000).
Gedichte Ofoedus erschienen in mehreren Anthologien in den USA und Österreich, so in Poetic Voices of America  (1996), Daybreak on the Land (1996), Who is Who in New Poets (1996), Die Fremde in mir (1999) und Fremde unter Fremden (2000). 1997 entstand sein Theaterstück One Eyed Society, das u. a. im Literaturhaus und im Künstlerhaus Wien aufgeführt wurde. 1998 erschien der Gedichtband The Mind’s Eye (in deutscher Übersetzung Geistauge im Wiener Czernin Verlag). 2001 übergab er seinen literarischen Vorlass der Österreichischen Nationalbibliothek. Im selben Jahr wurde er als erster Afrikaner Mitglied des Österreichischen PEN-Clubs.
Ofoedu lebt seit 1991 in Wien.